# Shilavo
Shilavo este un oraș din Etiopia. În 2005 avea 7239 de locuitori.